# Naval Aircraft Factory SBN
Il Naval Aircraft Factory SBN era un monomotore ad ala media destinato al ruolo di aereo da ricognizione ed aerosilurante sviluppato dall'azienda statunitense Brewster Aeronautical Corporation e prodotto su licenza dalla Naval Aircraft Factory (NAF) di Filadelfia, Pennsylvania.
Simile in alcuni particolari al successivo caccia Brewster F2A Buffalo, come il carrello d'atterraggio e l'ampia finestratura dell'abitacolo, l'SBN non possedeva ali pieghevoli e ipersostentatori forati; venne impiegato dalla United States Navy, la marina militare degli Stati Uniti d'America, in compiti di seconda linea.

## Storia del progetto
Il Bureau of Aeronautics (BuAer), il dipartimento della US Navy deputato alla gestione del materiale e tecnologia della propria componente aerea, alla metà del 1934 emise una specifica per la fornitura di un nuovo velivolo, designato SB (scout-bomber, ricognitore-bombardiere), riguardante un monoplano equipaggiato con un motore radiale allo scopo di equipaggiare i reparti aerei della marina basati a terra. Alla richiesta risposero la Change Vought e la Northrop Corporation, che proposero modelli dalla configurazione ad ala bassa, rispettivamente il Vought XSB2U-1 ed il Northrop XBT-1, mentre la Brewster, invitata dal BuAer e che stava cercando di risollevarsi da una pesante crisi economica, optò per un disegno ad ala media con un ampio scompartimento bombe interno alla fusoliera.
Dopo la valutazione dei progetti preliminari il BuAer ritenne più interessante la proposta della Brewster alla quale richiese la fornitura di un prototipo, identificato come XSBA-1, con un contratto sottoscritto il 15 ottobre di quello stesso anno.
Il prototipo venne portato in volo per la prima volta il 15 aprile 1936, ed inviato alla marina per la sessione di test. Le prove che ne seguirono non risultarono pienamente soddisfacenti nelle prestazioni globali e benché fossero ritenute carenze minori ebbero come conseguenza la riconsegna alla casa produttrice al fine di avviare un programma che ne risolvesse i problemi. La Brewster intervenne sul gruppo motoelica, installando un motore della maggior potenza disponibile ed abbinandolo ad un'elica metallica tripala Hamilton Standard a passo variabile, modificando la cappottatura NACA con una dal disegno più aerodinamico ed adottando un tettuccio rialzato per aumentare la visibilità dei membri dell'equipaggio.
L'XSBA-1 venne riconsegnato alla marina nel 1937 e dopo i nuovi test, durante i quali raggiunse una velocità massima di 263 mph, pari a 423 km/h o 228 kt, si rivelò il modello più veloce tra gli SB presentati alla commissione di valutazione della US Navy. Oramai risolti i problemi di gioventù, il BuAer si dichiarò soddisfatto richiedendone l'avvio della produzione in serie sottoscrivendo un ordine per 30 esemplari.
Tuttavia nello stesso periodo la Brewster era pressata dallo sviluppo dell'F2A Buffalo al quale era stata data una maggiore priorità e per questo motivo non era in grado di soddisfare la richiesta. La US Navy decise allora di acquistare la licenza di produzione e di assegnarla agli stabilimenti della Naval Aircraft Factory gestita della Marina stessa; a causa però delle pressanti commesse già acquisite, la NAF riuscì a consegnare il primo esemplare, che in ottemperanza al sistema di designazione allora adottato mutò la sua designazione ufficiale in SBN, solamente durante la prima parte del 1941, riuscendo ad evadere completamente l'ordine tra il giugno di quello stesso anno ed il marzo 1942.

## Impiego operativo

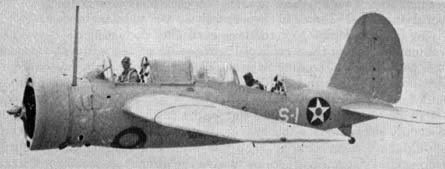
Un SBN-1 in volo nel 1941.

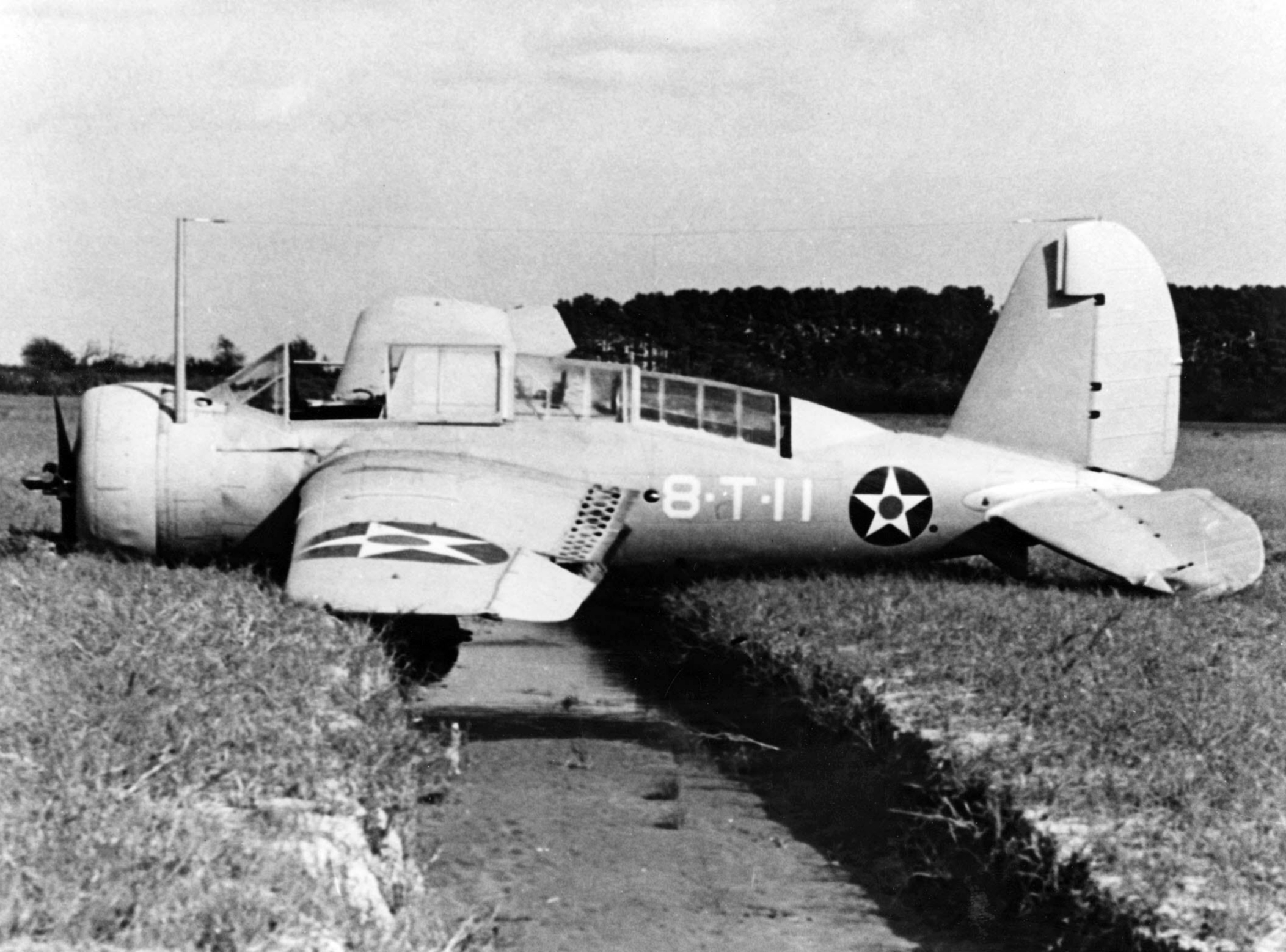
Un SBN-1 del VT-8 arrivato "lungo" all'atterraggio nella NAS Norfolk, 1941.

A causa di tutti i ritardi quando oramai, nella seconda parte del 1941, l'SNB aveva cominciato ad essere consegnato ai reparti era ritenuto obsoleto e non più in grado di svolgere incarichi di prima linea.
Alcuni dei primi esemplari forniti vennero assegnati al VB-3 presso la portaerei USS Saratoga, utilizzati durante le operazioni di formazione su quella tipologia di unità navale, ed in seguito furono assegnati al Torpedo Squadron Eight, basato sulla USS Hornet relegati al ruolo di aereo da addestramento.
La mancanza di pezzi di ricambio decretò il loro progressivo ritiro dal servizio a partire dall'agosto 1942.

## Varianti
XSBA-1
prototipo costruito dalla Brewster, realizzato in un solo esemplare.
SBN-1
versione di produzione in serie prodotta dalla NAF su licenza, realizzata in 30 esemplari.

## Utilizzatori
Stati Uniti
- United States Navy